# Triticum dicoccum
Triticum dicoccum là một loài thực vật có hoa trong họ Hòa thảo. Loài cây này được Schrank miêu tả khoa học đầu tiên năm 1789.

## Hình ảnh

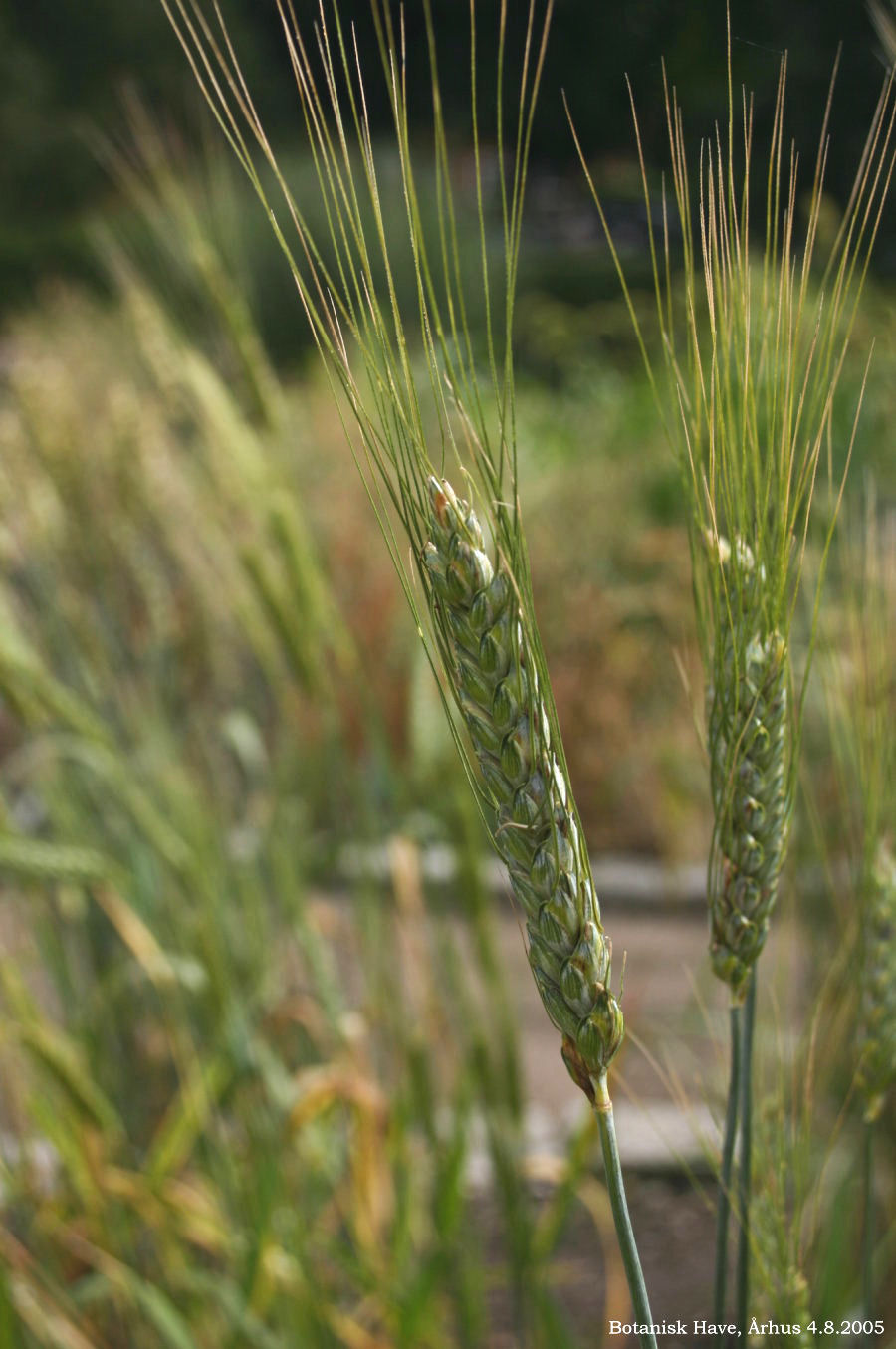
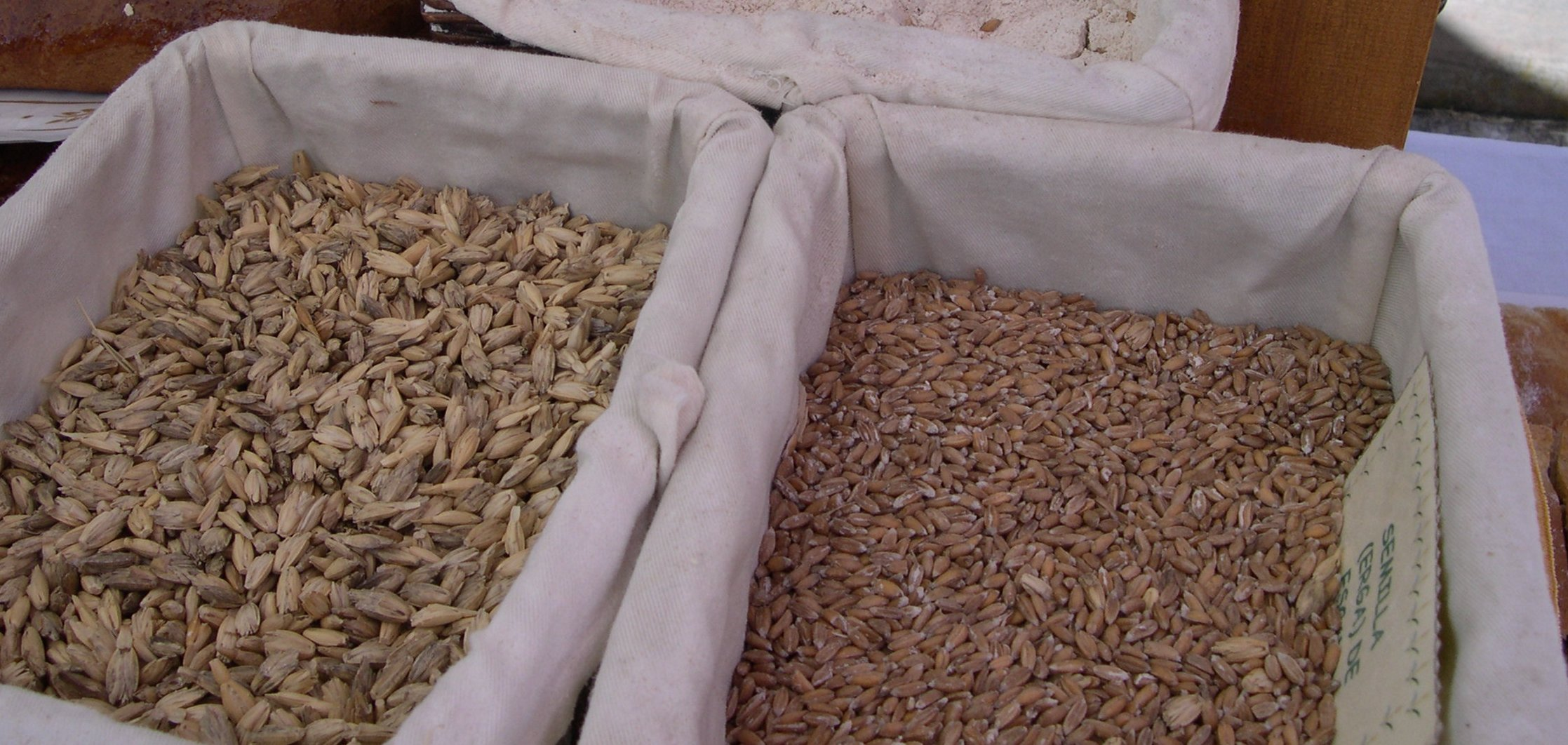
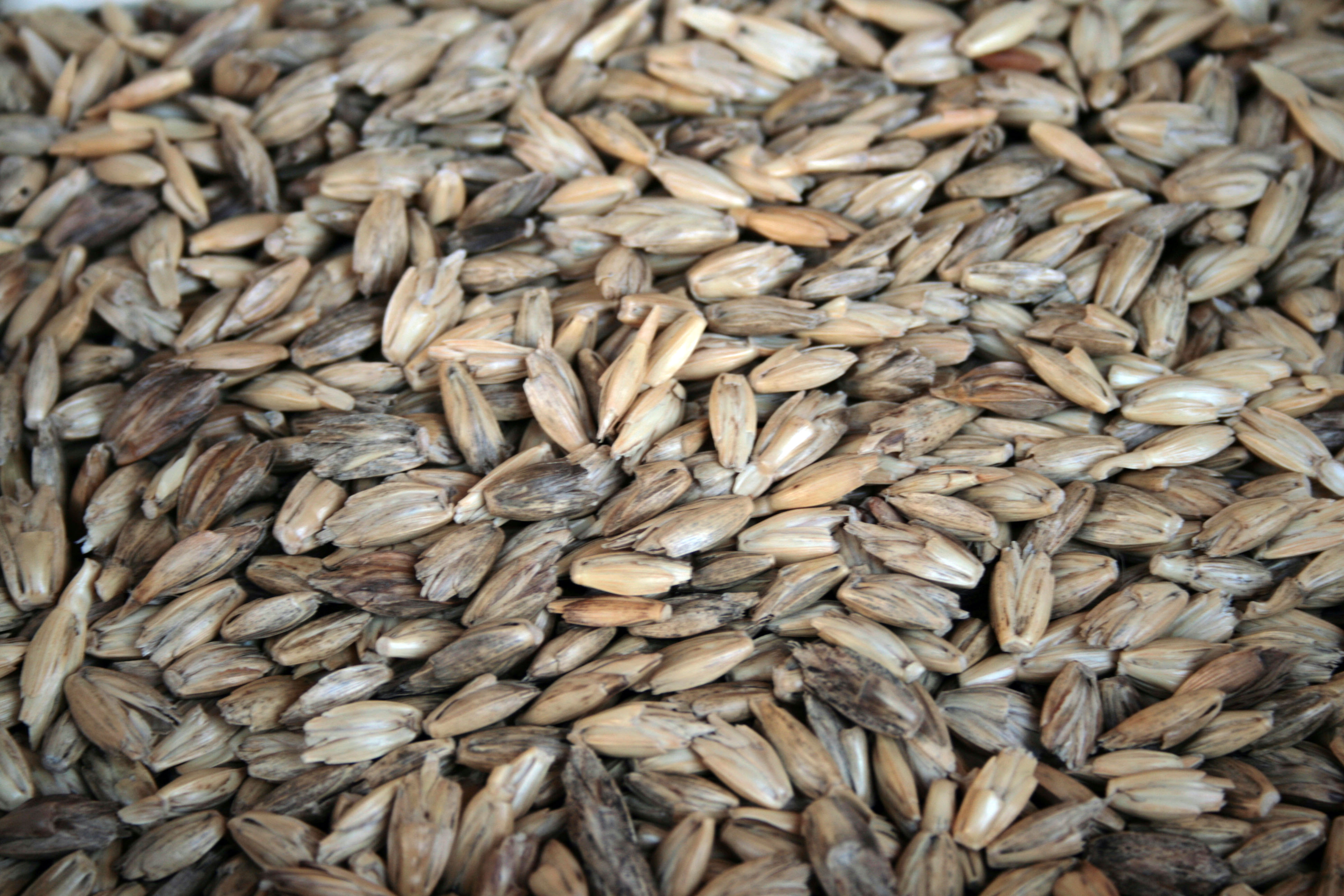
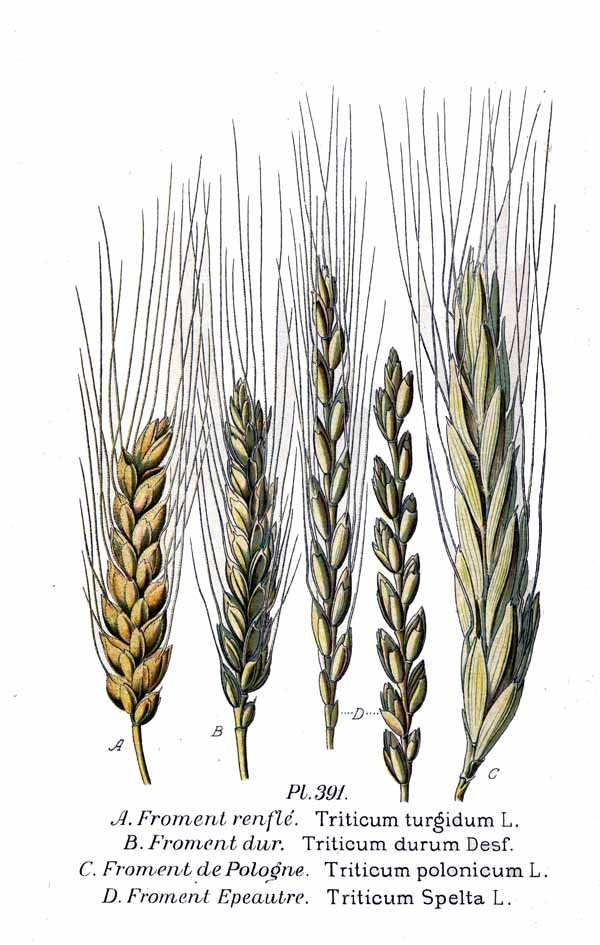